# غسان شلهوب
غسان شلهوب (1353هـ ـ؟ / 1935م ـ ؟ ) سياسي وحقوقي وبرلماني سوري ، والده السياسي والوزير جورج شلهوب.حائز على الليسانس في الحقوق من جامعة دمشق ودكتوراه في العلوم السياسية، عمل في المحاماة، عُين عضواً في مجلس الشعب 1971م.
واستلم امين سر مجلس الشعب من1972م لغاية 1973م، ثم نائباً للشعب البرلمانية في الجمهورية العربية السورية. وزيراً للسياحة من 7 آب 1976م لغاية 14 كانون الثاني 1980م ،في حكومة عبد الرحمن خليفاوي الثانية، وحكومة محمد علي الحلبي .